# Philyra (Tochter des Okeanos)
Philyra (altgriechisch Φιλύρα Philýra, deutsch ‚Linde‘) ist in der griechischen Mythologie die Tochter des Titanen Okeanos und Mutter des berühmten Kentauren Cheiron.
Kronos verliebte sich in sie und zeugte mit ihr (in Gestalt eines Pferdes, um seine Identität zu verbergen) den Kentauren Cheiron. Philyra war jedoch so enttäuscht über ihre „Missgeburt“, dass sie Zeus bat, sich verwandeln zu können, was dieser ihr gewährte. So wurde sie zu einer Linde.